# Przemienienie Pańskie (obraz Rafaela)
Przemienienie Pańskie (również: Transfiguracja) – obraz ołtarzowy autorstwa Rafaela namalowany w latach 1516–1520, przedstawiający Przemienienie Chrystusa na Taborze. Znajduje się w Pinakotece Watykańskiej.
Wbrew tytułowi obraz przedstawia dwa różne wydarzenia biblijne. Dolna część, stanowiąca pierwszy plan, przedstawia historię oswobodzenia z mocy szatana opętanego chłopca. Na górze ukazano przemienienie Chrystusa w obecności Mojżesza i Eliasza. Wydarzeniu przyglądali się apostołowie Piotr, Jakub Starszy i Jan. Na Ziemi panuje zamieszanie, na niebie zaś panuje ład i harmonia, tworzące doskonałość.
Według Vasariego była to ostatnia praca Rafaela. Zamówienie na ten obraz ołtarzowy otrzymał Rafael w roku 1516 od kardynała Giulia Medici, późniejszego papieża Klemensa VII. Obraz miał dekorować wnętrze katedry w Narbonie. Artysta nie ukończył dzieła ze względu na śmierć w 1520 roku. W literaturze pojawiają się informacje, że po śmierci Rafaela obraz dokończył Giulio Romano, jednak według badań przeprowadzonych w latach 70. XX wieku Romano wraz z Gianfrancesco Pennim namalowali tylko niektóre postacie w lewym dolnym rogu obrazu. Obraz nie został dostarczony do Francji. Trafił on do rzymskiego kościoła San Pietro in Montorio. W 1797 roku został skradziony przez wojska Napoleona, dzieło eksponowano w paryskim Luwrze. Po kongresie wiedeńskim obraz znalazł się w zbiorach Pinakoteki Watykańskiej. W latach 70. XX wieku przeprowadzono renowację obrazu.
Do czasów współczesnych zachowało się kilka szkiców przygotowawczych. Znajdują się one m.in. w Art Institute w Chicago i Graphische Sammlung Albertina w Wiedniu. Głowa apostoła z ok. 1519–1520 trafiła do zbiorów prywatnych.